# Саркисов, Саркис Артемьевич
Сарки́с Арте́мьевич Сарки́сов (Даниэлян; 1898, Шуша, Шушинский уезд, Елизаветпольская губерния, Российская империя — 2 сентября 1937, Киев, Украинская ССР, СССР) — советский армянский партийный и государственный деятель. Расстрелян в 1937 году, реабилитирован посмертно.

## Биография
Родился в Шуше, в семье священника. Окончил Шушинскую армянскую духовную семинарию, учился в Духовной семинарии Геворгян (не окончил).
Член РСДРП(б) с февраля 1917 года. В 1917—1918 гг. — член, секретарь Шушинского городского комитета компартии, в 1918—1920 гг. — член Президиума Бакинского городского комитета компартии, редактор газеты «Известия Бакинского Совета», секретарь Бакинского городского комитета РКП(б). Один из организаторов борьбы за Советскую власть в Закавказье. На 3-м съезде Коммунистической партии Азербайджана в феврале 1921 года секретарь Бакинского горкома Саркисов предложил троцкистскую резолюцию, за которую проголосовало 35 делегатов против 226 за ленинскую. В 1921—1925 гг. — заведующий Организационным отделом Петроградского — Ленинградского губернского комитета компартии. Выступая на 21-й Ленинградской губернской конференции РКП(б), секретарь Московско-Нарвского райкома Саркисов обвинил ЦК в оппортунизме и синдикализме в отношении рабселькоров (организационно они не подчиняются ни одному партийному комитету). В 1925—1927 гг. — заведующий отделом печати Северо-Кавказского краевого комитета ВКП(б). В начале октября 1927 года приехал в Баку и стал распространять там привезённую с собой оппозиционную литературу, 11 октября по его инициативе проведено нелегальное собрание, на котором он доложил о платформе объединённой оппозиции и её деятельности. 16 октября 1927 года президиум ЦКК ВКП(б) исключил его из партии.
С 1925 года принадлежал к «новой» («ленинградской»), а с 1926 года — к объединённой оппозиции, за что в 1927 году был исключён из партии и в 1928 году сослан в Минусинск. В том же году заявил о разрыве с оппозицией и был восстановлен в ВКП(б).
В 1928—1929 гг. на хозяйственной работе в Воронежской области.
В 1930—1932 гг. — заместитель председателя, председатель «Хлебцентра», в 1932 г. — председатель «Заготзерно», член Комитета заготовок при СНК СССР.
С 1932 г. секретарь Донецкого областного комитета КП Украины. С 18 сентября 1933 по 24 мая 1937 года 1-й секретарь Донецкого областного комитета КП Украины. Кандидат в члены ЦК ВКП(б) (1934—1937).
В соответствии с постановлением СНК СССР и ЦК ВКП(б) от 28 апреля 1937 года о работе угольной промышленности Донбасса был назначен начальником комбината «Донбассуголь». С мая по июль 1937 г. начальник «Донбассугля». 
Летом 1937 года снят со всех должностей. Написал донос в ЦК ВКП(б) на Г. И. Ломова-Оппокова, следствием чего была резолюция В. М. Молотова «За немедленный арест этой сволочи Ломова». Арестован 7 июля 1937 года. Внесен в Сталинский расстрельный список от 25 августа 1937 года («Центральный аппарат УГБ НКВД Украинской ССР») («за» Сталин и Молотов). 1 сентября 1937 г. выездной сессией Военной коллегии Верховного Суда СССР в Киеве приговорён к смертной казни по ст.ст. 54-8 («террор»), 58-7 («вредительство»), 54-9 («диверсии»), 54-11 («участие в антисоветской троцкистской организации») УК УССР. Расстрелян в ночь на 2 сентября 1937 года вместе с группой осуждённых выездной сессией ВКВС СССР (А. Н. Асаткин-Владимирский, Н. А. Алексеев, А. Г. Соколов, И. А. Гаврилов, Р. Я. Потапенко, И. А. Воробьёв, В. Н. Струц, А. У. Холохоленко, Г. В. Гвахария, И. А. Сапов, И. Н. Крайнев, М. Г. Олейник и др.). Место захоронения — спецобъект НКВД УкрССР «Быковня». 3 января 1957 года ВКВС СССР реабилитирован посмертно/

### Публикации Саркисова
- Саркисов С. Довести до конца дело создания мощной сельскохозяйственной базы индустриального Донбасса: Докл. на IV пленуме Донец. обкома КП(б)У 29-31 окт. 1934 г. С. Саркисова / С. Саркисов. — Сталино: Б. и., 1934. — 83 с.
- Саркисов С. Задачи угольного Донбасса в связи со стахановским движением / С. Саркисов // Первый Вседонецкий слет стахановцев-мастеров угля, 7-10 янв. 1936. — К., 1936. — С. 37-81.
- Саркисов С. «Речь на Пленуме ЦК ВКП(б) 22 декабря 1935 г.»

### Публикации о Саркисове
- Бурносов В. Ф. Некоторые страницы 1937. Как это было: / В. Ф. Бурносов // Новые страницы в истории Донбасса. — Донецк, 1992. — Кн. 2. — С. 104, 105, 109.
- Бут О. М. Економічна контрреволюція в Україні в 20-30 роки XX століття: Від нових джерел до нового осмислення / О. М. Бут, П. В. Добров. — 2-е вид., випр. та доповн. — Донецьк: Вид-во «УкрНТЕК», 2002. — С. 190—194, 196, 199, 227, 233, 241, 248.
- Бут А. Н. «Экономическая контрреволюция на Украине в 20-30 годы XX века»: от новых источников к новому осмыслению / А. Н. Бут, П. В. Добров. — Донецк: КИТИС, 2000. — С. 182, 200—202, 204—206, 208—210.
- Из приговора Военной Коллегии Верховного Суда Союза ССР о расстреле бывшего секретаря Донецкого обкома КП(б)У Саркисова (Даниельяна) С. А. // Михненко А. Новейшая история Донецкого бассейна (80-е годы XIX века — 40-е годы XX века) / А. Михненко. — Донецк, 1998. — С. 209.
- Клиндухов А. Солдат партии / А. Клиндухов, Н. Маценко // Соц. Донбасс. — 1963. — 18 апр.
- Ксенофонтова Н. На чолі комуністів Донбасу: До 90-річчя з дня народження С. А. Саркісова / Н. Ксенофонтова // Рад. Донеччина. — 1988. — 26 лют.
- Лихолобова З. Г. Вибрані праці / З. Г. Лихолобова. — Донецьк: Юго-Восток, 2003. — С. 351, 354, 356, 358, 362, 363, 369, 370, 374, 375, 379, 385.
- Лихолобова З. Г. Сталінський тоталітарний режим та політичні репресії кінця 30-х років в Україні (переважно на матеріалах Донбасу) / З. Г. Лихолобова. — Донецьк: ДонДУ, 1996. — С. 45, 46, 50, 58, 59, 63, 65, 66, 74, 94.
- Нікольський В. М. Трагічні 1936—1938 роки / В. М. Нікольський // Правда через роки. — Донецьк: Донец. обл. редкол. «Реабілітовані історією», 1995. — [Вип. 1]. — С. 30-32, 35.
- Саркисов (Даниельян) Саркис Артемович // Известия ЦК КПСС. — 1989. — № 12. — С. 110.
- Саркісов Саркіс Артемович // Рад. енцикл. історії України. — К., 1972. — Т. 4. — С. 53.
- Саркисов Саркис Артемович // УСЭ. — К., 1983. — Т. 9. — С. 470.
- Парсенюк Б. Ф. Доля секретаря обкому / Б. Ф. Парсенюк // Реабілітовані історією. Донецька область. — Донецьк: Регіон, 2004. — Кн. 1. — С. 427—438.
- Парсенюк Б. Сталінські губернатори: С. А. Саркісов / Б. Парсенюк // Донеччина. — 2002. — 10 жовт.
- Парсенюк Б. Ф. Судьба секретаря обкома / Б. Ф. Парсенюк // Правда через годы… / Сост.: А. Н. Бут и др. — Донецк, 2002. — Вып. 6. — С. 36-64.
- Парсенюк Б. Червоні губернатори / Б. Парсенюк // Схід. часопис. — 1995. — 28 листоп.
- Ткач А. Призванный революцией: К 90-летию со дня рождения С. А. Саркисова / А. Ткач // Рабочая газ. — 1988. — 13 февр.
- Ясенов Е. Наша область начиналась на бумаге / Е. Ясенов // Золотой Скиф. — 2002. — № 1. — С. 67.